# 相興村
相興村（あいおきむら）は山梨県東八代郡にあった村。現在の笛吹市の北東端にあたる。

## 地理
- 河川：日川

## 歴史
- 1875年（明治8年）1月29日 - 八代郡上矢作村・中尾村・北野呂村・南野呂村が合併して相興村となる。
- 1878年（明治11年）7月22日 - 郡区町村編制法の施行により、相興村が東八代郡の所属となる。
- 1889年（明治22年）7月1日 - 町村制の施行により、相興村が単独で自治体を形成。
- 1954年（昭和29年）12月10日 - 一宮村・浅間村と合併して一宮町が発足。同日相興村廃止。

## 交通

### 道路
現在は旧村域に中央自動車道の釈迦堂パーキングエリア（下り線）が所在するが、当時は未開通。